# Kodai Watanabe
Pour les articles homonymes, voir Watanabe.
Kodai Watanabe (渡辺 広大, Watanabe Kodai) est un footballeur japonais né le 4 décembre 1986. Il évolue au poste de défenseur.

## Palmarès
- Champion de J-League 2 en 2009 avec le Vegalta Sendai